# كريس كال
كريس كال (بالإنجليزية: Chris Kahl)‏ هو مغني ومغن مؤلف وفنان الشارع أمريكي، ولد في 2 يناير 1977.